# Johan Anckarsparre
Johan Anckarsparre, tidigare Tingvall, född 8 mars 1739 i Råneå socken, död 8 juni 1807 i Karlskrona, var en svensk sjömilitär.
Johan Anckarsparre var son till Carl Johan Tingvall och Catharina Blix. Han blev frivolontär vid Amiralitetet och underskeppare där 1755, amiralitetskonstapel 1755, kadett 1757, underofficer vid kadettkåren 1759, amiralitetslöjtnant 1762, kapten 1774, major 1788, överstelöjtnant 1790 och överste 1793. Han deltog bland annat i sjöslaget vid Hogland 1788, då han var sekundchef på örlogsskeppet Äran.
Ankarsparre blev riddare av Svärdsorden 1781  och adlades 1802 med introduktion på Riddarhuset 1804. Han var gift med Maria Juliana Ferber, som var dotter till amiralitetsapotekaren Johan Henrik Ferber och Eva Maria Ankarcrona; hustruns syster var gift med Magnus Anckarsvärd. Av makarna Anckarsparres sex barn var en dotter gift med viceamiralen Nils Johan Fischerström. Ätten Anckarsparre utslocknade med en son som avled 1825 i Stockholm.